# ساکو ایلاتوپا
ساکو ایلاتوپا (فنلاندی: Saku Ylätupa؛ زادهٔ ۴ اوت ۱۹۹۹) بازیکن فوتبال اهل فنلاند است.
از باشگاه‌هایی که در آن بازی کرده‌است می‌توان به باشگاه فوتبال آی‌ای‌کی و باشگاه فوتبال آژاکس آمستردام اشاره کرد.
وی همچنین در تیم‌های ملی فوتبال زیر ۲۱ سال فنلاند و فنلاند بازی کرده‌است.